# Pihani
Pihani é uma cidade  no distrito de Hardoi, no estado indiano de Uttar Pradesh.

## Geografia
Pihani está localizada a 27° 38′ N, 80° 12′ L. Tem uma altitude média de 141 metros (462 pés).

## Demografia
Segundo o censo de 2001, Pihani tinha uma população de 27,535 habitantes. Os indivíduos do sexo masculino constituem 52% da população e os do sexo feminino 48%. Pihani tem uma taxa de literacia de 46%, inferior à média nacional de 59.5%: a literacia no sexo masculino é de 53% e no sexo feminino é de 38%. Em Pihani, 19% da população está abaixo dos 6 anos de idade.